# Pauline Coatanea
Pauline Coatanea (Saint-Renan, 6 de junho de 1993) é uma handebolista profissional francesa, campeã olímpica.

## Carreira
Coatanea conquistou a medalha de ouro com a Seleção Francesa de Handebol Feminino nos Jogos Olímpicos de Verão de 2020 em Tóquio, após derrotar a equipe do Comitê Olímpico Russo na final por 30–25.